# Pro50 Championship 2016/17
Der Pro50 Championship 2016/17 war die 15. Austragung der nationalen List A Cricket-Meisterschaft in Simbabwe. Der Wettbewerb wurde zwischen dem 10. Februar und 6. Juni 2017 zwischen den vier simbabwischen First-Class-Franchises. Die Meisterschaft wurde von Matabeleland Tuskers gewonnen.

## Format
Die vier Mannschaften spielten in einer Gruppe gegen jede andere Mannschaft jeweils zwei Spiele. Für einen Sieg gab es vier Punkte, für ein Unentschieden, Absage oder No Result 2 Punkte. Des Weiteren wurden Bonuspunkte vergeben.

## Resultate

### Gruppenphase
Tabelle
| Teams                | Sp. | S | N | U | R | NR | BP | Ded | Punkte | NRR    |
| -------------------- | --- | - | - | - | - | -- | -- | --- | ------ | ------ |
| Matabeleland Tuskers | 6   | 5 | 1 | 0 | 0 | 0  | 3  | 0   | 23     | +1.016 |
| Mid West Rhinos      | 6   | 3 | 2 | 0 | 0 | 1  | 2  | 0   | 16     | +0.791 |
| Mountaineers         | 6   | 2 | 4 | 0 | 0 | 0  | 0  | 0   | 8      | −0.609 |
| Mashonaland Eagles   | 6   | 1 | 4 | 0 | 0 | 1  | 0  | 0   | 6      | −1.415 |

Spiele
| 10. Februar Scorecard | Harare | Mashonaland Eagles 257-8 (50)                      | – | Mountaineers 144-4 (31.5) |
|                       |        | Mashonaland Eagles gewinnt mit 3 Runs (D/L method) |   |                           |

| 10. Februar Scorecard | Bulawayo | Mid West Rhinos 238-9 (50)                 | – | Matabeleland Tuskers 239-4 (49.1) |
|                       |          | Matabeleland Tuskers gewinnt mit 6 Wickets |   |                                   |

| 12. Februar Scorecard | Harare | Mid West Rhinos 188-7 (40.1) | – | Mashonaland Eagles |
|                       |        | No Result                    |   |                    |

| 12. Februar Scorecard | Bulawayo | Mountaineers 148 (46.3)                    | – | Matabeleland Tuskers 139-3 (35.1) |
|                       |          | Matabeleland Tuskers gewinnt mit 7 Wickets |   |                                   |

| 25. Mai Scorecard | Bulawayo | Matabeleland Tuskers 276-9 (50)           | – | Mashonaland Eagles 99 (28.5) |
|                   |          | Matabeleland Tyskers gewinnt mit 177 Runs |   |                              |

| 25. Mai Scorecard | Mutare | Mid West Rhinos 263-9 (50)         | – | Mountaineers 264-6 (45) |
|                   |        | Mountaineers gewinnt mit 4 Wickets |   |                         |

| 28. Mai Scorecard | Mutare | Mashonaland Eagles 236 (43.3)      | – | Mountaineers 238-6 (44.5) |
|                   |        | Mountaineers gewinnt mit 4 Wickets |   |                           |

| 28. Mai Scorecard | Kwekwe | Matabeleland Tuskers 244-9 (50)       | – | Mid West Rhinos 245-6 (45) |
|                   |        | Mid West Rhinos gewinnt mit 4 Wickets |   |                            |

| 2. Juni Scorecard | Kwekwe | Mashonaland Eagles 174 (42.1)         | – | Mid West Rhinos 176-8 (37.2) |
|                   |        | Mid West Rhinos gewinnt mit 2 Wickets |   |                              |

| 2. Juni Scorecard | Mutare | Mountaineers 209 (48.4)                                 | – | Matabeleland Tuskers 166-3 (42) |
|                   |        | Matabeleland Tuskers gewinnt mit 7 Wickets (D/L method) |   |                                 |

| 6. Juni Scorecard | Harare | Mashonaland Eagles 208 (44.2) | – | Matabeleland Tuskers 209-1 (38.5) |
|                   |        | gewinnt mit                   |   |                                   |

| 6. Juni Scorecard | Kwekwe | Mid West Rhinos 298-8 (50)           | – | Mountaineers 168 (36.5) |
|                   |        | Mid West Rhinos gewinnt mit 130 Runs |   |                         |